# Exorista sarcophagata
Exorista sarcophagata là một loài ruồi trong họ Tachinidae.